# Leo Lainer
Leo Lainer est un footballeur autrichien né le 10 septembre 1960 à Maishofen, qui évoluait au poste de défenseur au Rapid Vienne et en équipe d'Autriche. Son fils Stefan est un footballeur professionnel.
Lainer a marqué un but lors de ses vingt-huit sélections avec l'équipe d'Autriche entre 1982 et 1994.

## Carrière
- 1978-1982 : SV Austria Salzbourg
- 1982-1988 : Rapid Vienne
- 1988-1990 : FC Swarovski Tirol
- 1990-1997 : SV Austria Salzbourg

## Palmarès

### En équipe nationale
- 28 sélections et 1 but avec l'équipe d'Autriche entre 1982 et 1994.

### Avec le Rapid Vienne
- Finaliste de la Coupe d'Europe des vainqueurs de coupe de football en 1985.
- Vainqueur du Championnat d'Autriche de football en 1983, 1987 et 1988.
- Vainqueur de la Coupe d'Autriche de football en 1983, 1984, 1985 et 1987.

### Avec le FC Swarovski Tirol
- Vainqueur du Championnat d'Autriche de football en 1989 et 1990.
- Vainqueur de la Coupe d'Autriche de football en 1989.

### Avec l'Austria Salzbourg
- Finaliste de la Coupe UEFA en 1994.
- Vainqueur du Championnat d'Autriche de football en 1994, 1995 et 1997.